# كاتدرائية إكستر

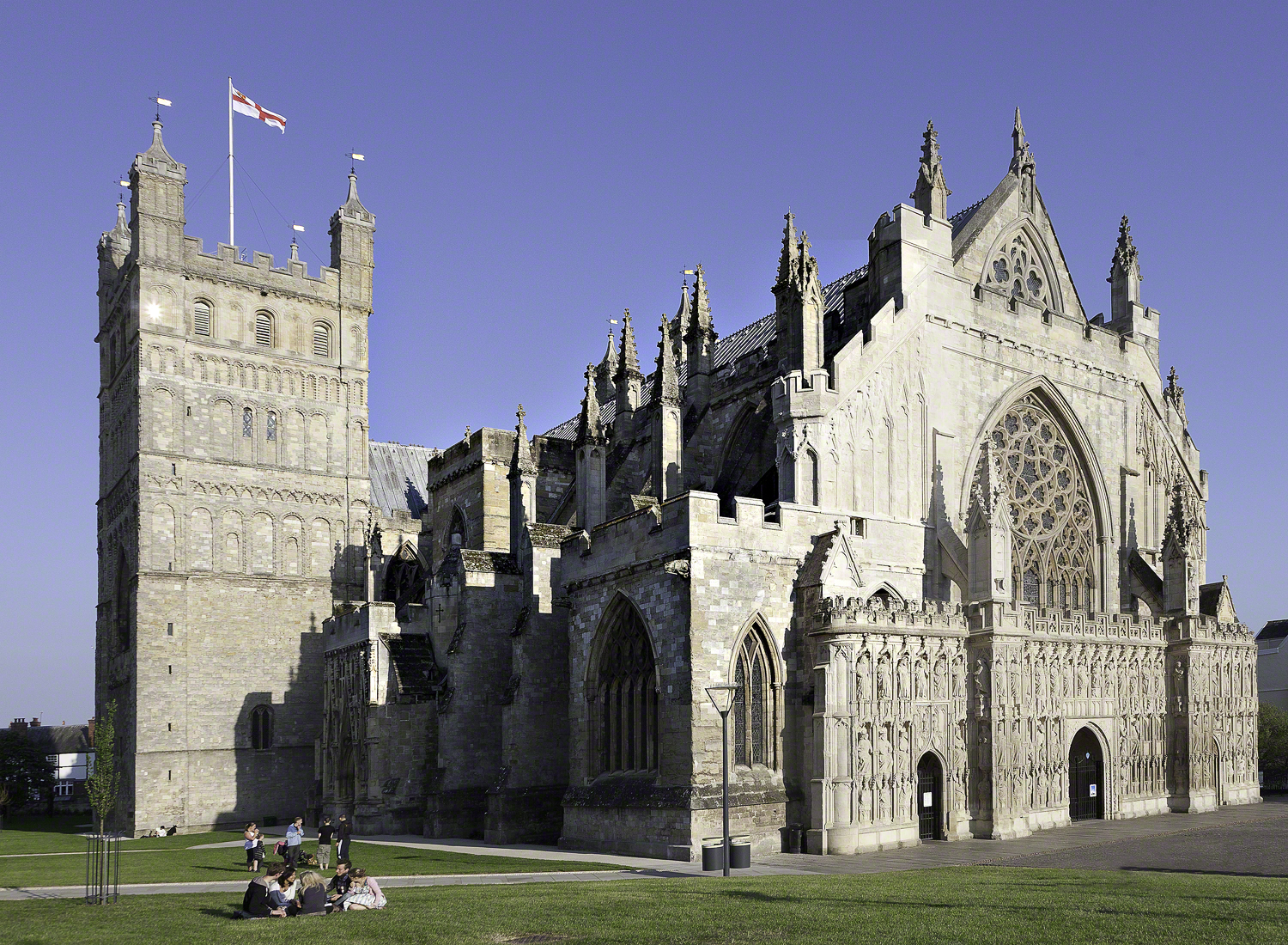
كاتدرائية إكسيتر.

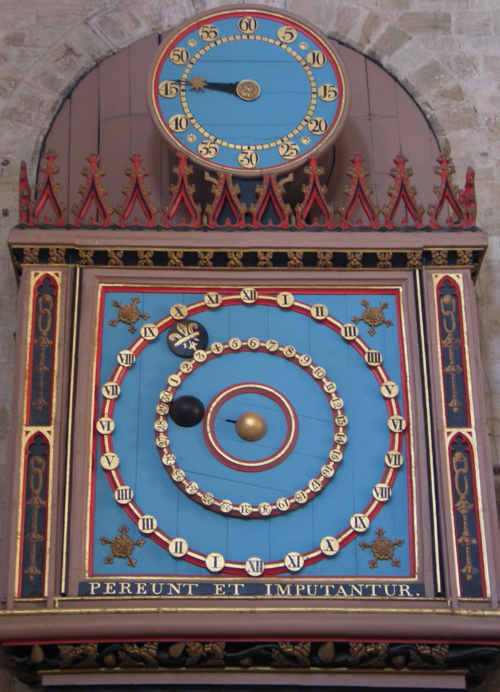
ساعة كاتدرائية إكسيتر الفلكية.

كاتدرائية إكسيتر أو كاتدرائية القديس بيتر في إكسيتر هي كاتدرائية إنجليزية ومقر أسقفية في مدينة إكسيتر، ديفون، في جنوب غرب إنجلترا.
المبنى الحالي للكاتدرائية يعود إلى عام 1400 تقريبًا، ويميزها عن غيرها من الكاتدرائيات الأخرى وجود مجموعة قديمة من التماثيل الخشبية وساعة فلكية قديمة، إضافة إلى أطول قبو متصل في إنجلترا.

## معرض صور

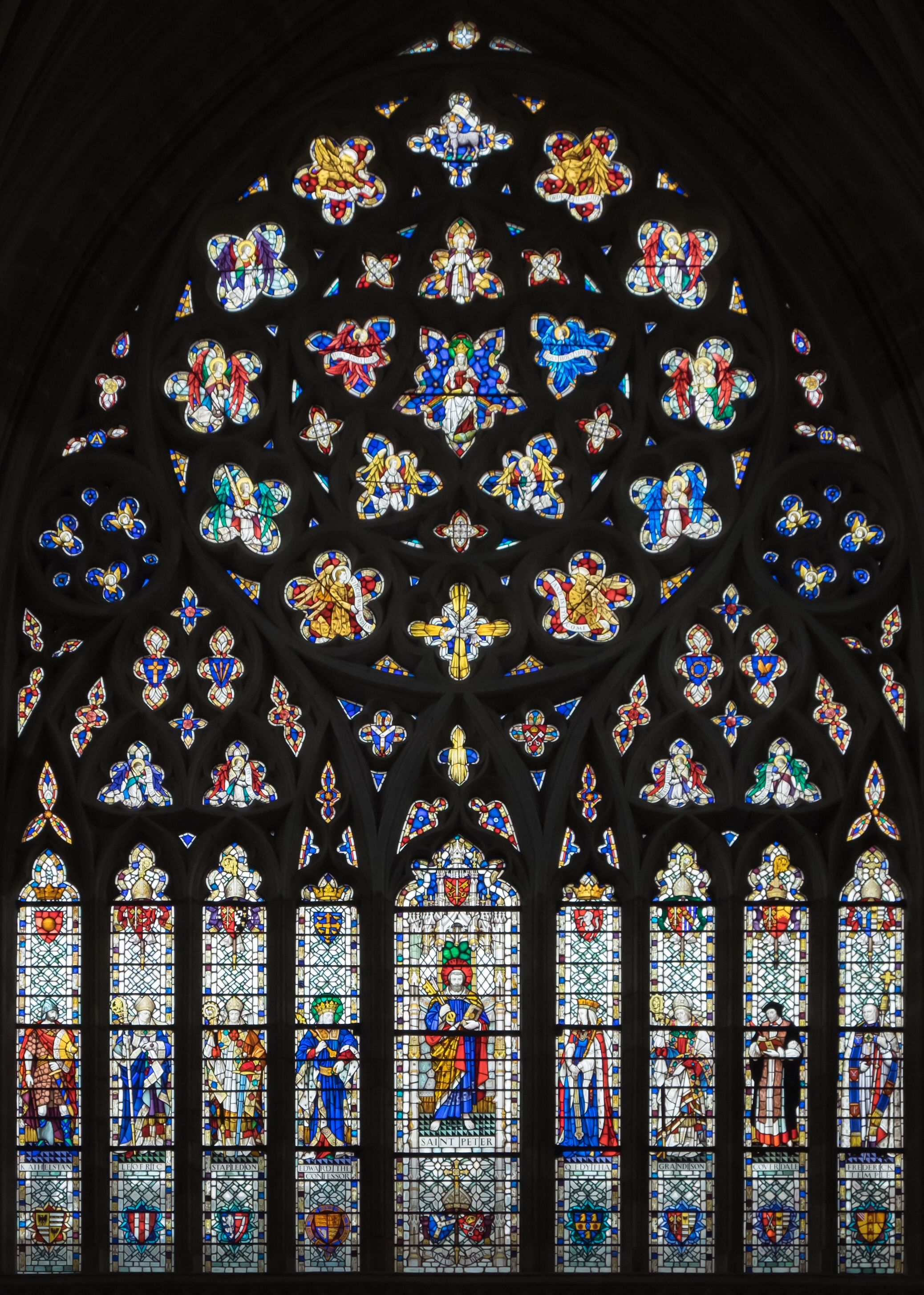
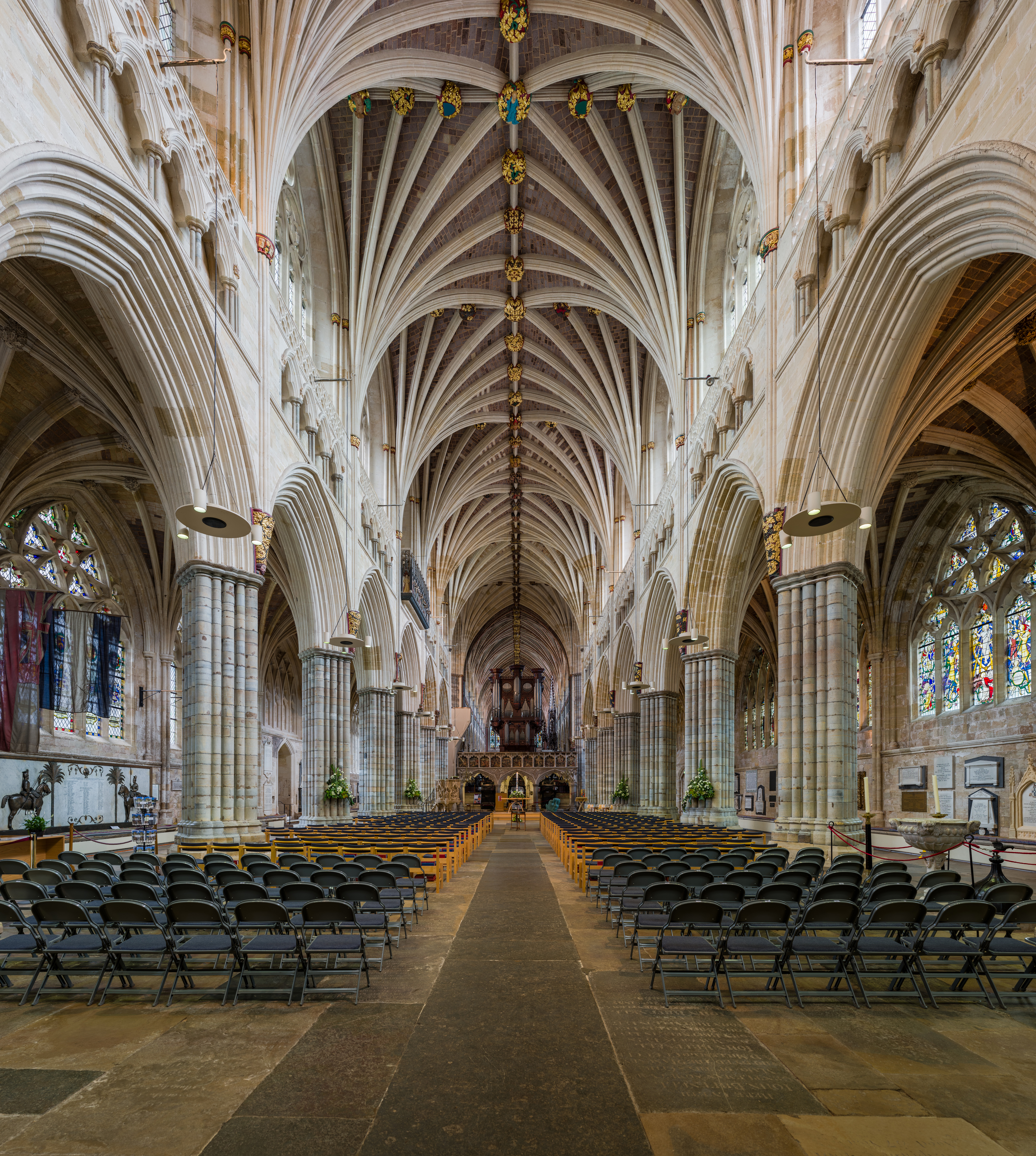
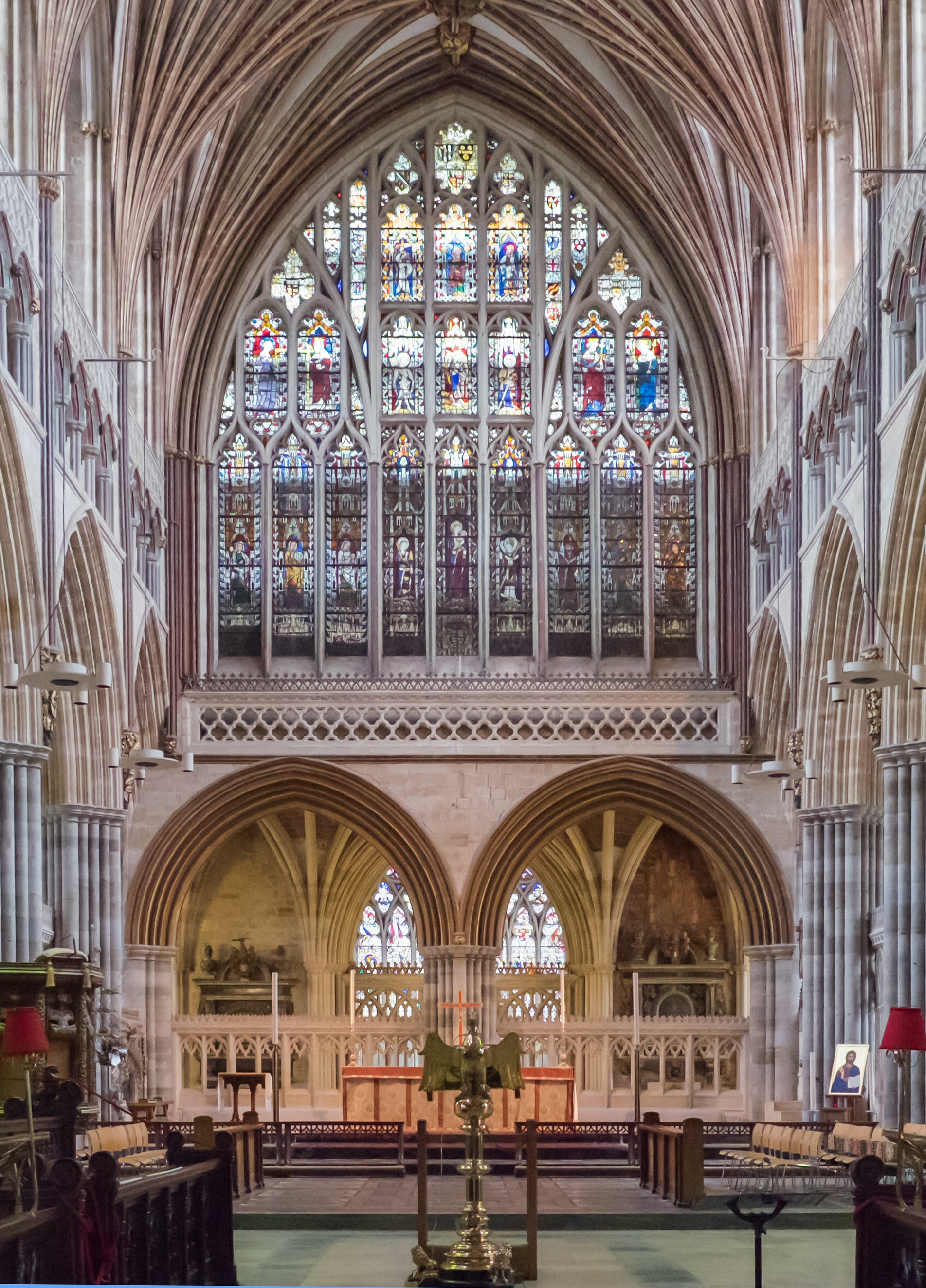
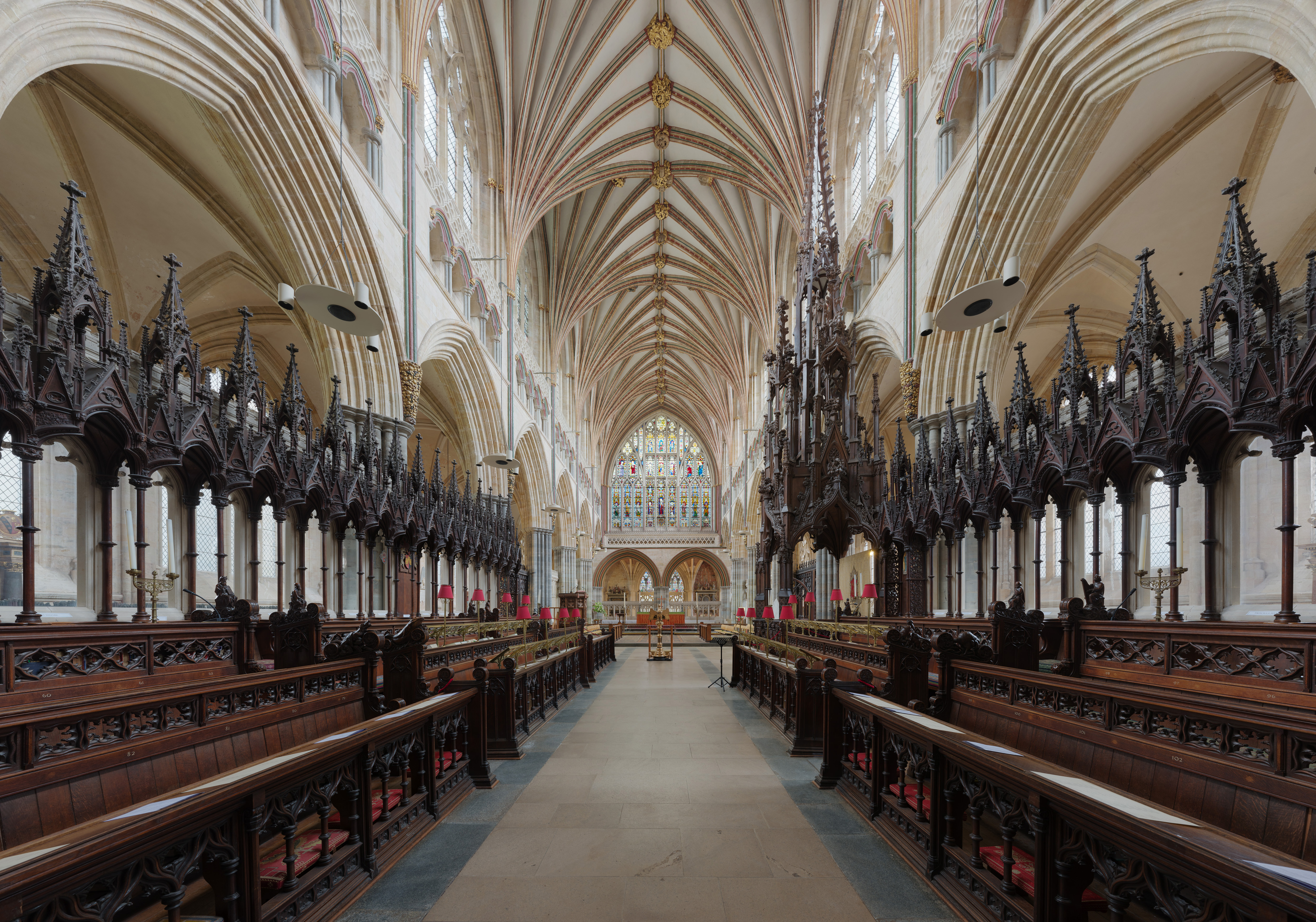

## أعلام
- بيير الأول من كورتيناي